# Selección de fútbol sala de los Estados Unidos
La selección de fútbol sala de los Estados Unidos (en inglés: United States national futsal team) es el equipo que representa al país en los torneos oficiales de dicha categoría. Está controlada por la Federación de Fútbol de los Estados Unidos (en inglés: United States Soccer Federation).

## Estadísticas

### Copa Mundial de Futsal FIFA
| Copa Mundial de fútbol sala de la FIFA | Copa Mundial de fútbol sala de la FIFA | Copa Mundial de fútbol sala de la FIFA | Copa Mundial de fútbol sala de la FIFA | Copa Mundial de fútbol sala de la FIFA | Copa Mundial de fútbol sala de la FIFA | Copa Mundial de fútbol sala de la FIFA | Copa Mundial de fútbol sala de la FIFA |
| Año                                    | Ronda                                  | J                                      | G                                      | E                                      | P                                      | GF                                     | GC                                     |
| -------------------------------------- | -------------------------------------- | -------------------------------------- | -------------------------------------- | -------------------------------------- | -------------------------------------- | -------------------------------------- | -------------------------------------- |
| 1989                                   | Tercer lugar                           | 8                                      | 6                                      | 1                                      | 1                                      | 24                                     | 11                                     |
| 1992                                   | Subcampeón                             | 8                                      | 4                                      | 2                                      | 2                                      | 34                                     | 23                                     |
| 1996                                   | Primera ronda                          | 3                                      | 1                                      | 0                                      | 2                                      | 12                                     | 7                                      |
| 2000                                   | No clasificó                           | No clasificó                           | No clasificó                           | No clasificó                           | No clasificó                           | No clasificó                           | No clasificó                           |
| 2004                                   | Segunda ronda                          | 6                                      | 1                                      | 1                                      | 4                                      | 14                                     | 20                                     |
| 2008                                   | Primera ronda                          | 4                                      | 0                                      | 0                                      | 4                                      | 5                                      | 25                                     |
| 2012                                   | No clasificó                           | No clasificó                           | No clasificó                           | No clasificó                           | No clasificó                           | No clasificó                           | No clasificó                           |
| 2016                                   | No clasificó                           | No clasificó                           | No clasificó                           | No clasificó                           | No clasificó                           | No clasificó                           | No clasificó                           |
| 2021                                   | Fase de grupos                         | 3                                      | 0                                      | 0                                      | 3                                      | 2                                      | 22                                     |
| 2024                                   | No clasificó                           | No clasificó                           | No clasificó                           | No clasificó                           | No clasificó                           | No clasificó                           | No clasificó                           |
| Total                                  | 6/10                                   | 32                                     | 12                                     | 4                                      | 16                                     | 91                                     | 108                                    |

### Campeonato de Futsal de Concacaf
| Campeonato de Futsal de Concacaf | Campeonato de Futsal de Concacaf | Campeonato de Futsal de Concacaf | Campeonato de Futsal de Concacaf | Campeonato de Futsal de Concacaf | Campeonato de Futsal de Concacaf | Campeonato de Futsal de Concacaf | Campeonato de Futsal de Concacaf |
| Año                              | Ronda                            | J                                | G                                | E                                | P                                | GF                               | GC                               |
| -------------------------------- | -------------------------------- | -------------------------------- | -------------------------------- | -------------------------------- | -------------------------------- | -------------------------------- | -------------------------------- |
| 1996                             | Campeón                          | 4                                | 3                                | 0                                | 1                                | 21                               | 12                               |
| 2000                             | Tercer lugar                     | 5                                | 4                                | 0                                | 1                                | 22                               | 10                               |
| 2004                             | Campeón                          | 5                                | 3                                | 2                                | 0                                | 15                               | 3                                |
| 2008                             | Tercer lugar                     | 5                                | 3                                | 1                                | 1                                | 19                               | 11                               |
| 2012                             | Fase de grupos                   | 3                                | 1                                | 0                                | 2                                | 6                                | 9                                |
| 2016                             | No clasificó                     | No clasificó                     | No clasificó                     | No clasificó                     | No clasificó                     | No clasificó                     | No clasificó                     |
| 2021                             | Subcampeón                       | 6                                | 3                                | 2                                | 1                                | 15                               | 10                               |
| 2024                             | Cuartos de final                 | 4                                | 1                                | 1                                | 2                                | 17                               | 16                               |
| Total                            | 7/8                              | 32                               | 18                               | 6                                | 8                                | 113                              | 71                               |

## Palmarés
- Campeonato de Futsal de Concacaf (2): 1996, 2004.
- Subcampeón de la Copa Mundial de fútbol sala de la FIFA (1): 1992.
- Tercer lugar en la Copa Mundial de fútbol sala de la FIFA (1): 1989.
- Tercer lugar en el Mundialito de Fútbol Sala (1): 1998.